# Битка при Вишовград
Битката при Вишовград е пето сражение между четата на Хаджи Димитър и Стефан караджа и османска редовна войска, състояла се на 8 юли 1868 г.
След битката при Карапановата колия четата се придвижва на юг в походен военен ред – с авангард и ариергард. Стефан Караджа начело с авангарда оглежда местността и скоро четата се настанява близо до Вишовград за почивка. Скоро обаче се появява османска стража и започва бой. През целия ден се води ожесточена битка между 122 четника и над 4-хилядна османска армия, нараснала постепенно по време на сражението. С настъпването на нощта боят е прекратен. След съвещание на ръководството четата се оттегля с ариергард и авангард и отново успява да избяга от обсадния обръч, след което продължава бойния си път.